# Huis Bruggelen
Huis Bruggelen (Engelanderholt 18) is een woning en rijksmonument in het Nederlandse dorp Beekbergen (gemeente Apeldoorn, provincie Gelderland). De woning werd in 1911 gebouwd en was als bouwpakket afkomstig van de Noorse Strömmen Traeverefabrik in het huidige Oslo. Vermoedelijk stond het huis eerst in Vaassen en werd het in 1920 na een veiling, waarbij het aan Jan Ooster werd verkocht, naar zijn huidige locatie gebracht. Het huis behoort tot de 25 nog bestaande huizen in Nederland die door die fabriek gemaakt zijn. Daartoe behoort ook het naastgelegen huis, Engelanderholt 20, dat tevens een rijksmonument is.
De woning is gebouwd op een bakstenen plint. Het huis daarboven bestaat uit hout en heeft een zadeldak bestaande uit dakpannen. Aan de voorkant bevindt zich een risaliet met een veranda. Daarnaast bevindt zich aan de zijkant een aanbouw en aan de andere zijkant nog een kleine veranda.